# Dermatoscòpia

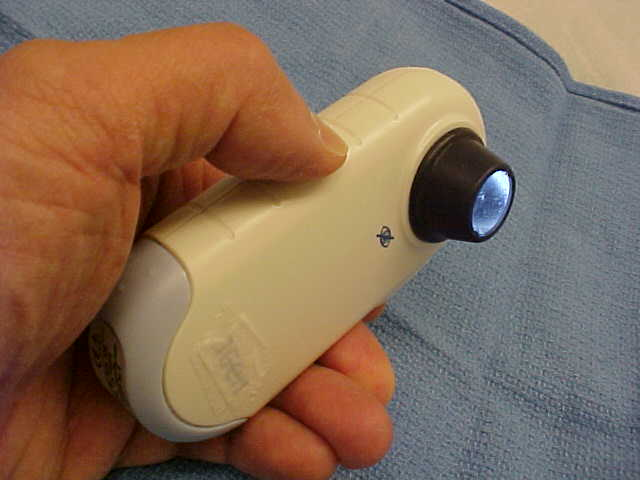
Dermatoscopi amb llum polaritzada

La dermatoscòpia, també anomenada microscopia d'epiluminiscència, microscopia de llum reflexa o simplement epiluminiscència, és una tècnica d'exploració cutània no invasiva, que serveix per examinar millor les lesions cutànies sospitoses i visualitzar lesions de la pell en profunditat, mitjançant un instrument òptic, anomenat dermatoscopi. Permet identificar estructures de la pell que no és possible fer-ho a ull nu (de l'epidermis, de la unió dermoepidèrmica i de la dermis superficial).

## Indicacions
La dermatoscòpia està indicada en l'exploració física de la pell.
S'utilitza en l'estudi i el diagnòstic diferencial dels tumors cutanis (i en el diagnòstic precoç del melanoma) i en l'estudi d'altres lesions cutànies com infeccions, malalties inflamatòries, patologia de les ungles o dels cabells.

## Tècnica
El dermatoscopi convencional és un instrument dotat d'un sistema òptic d'amplificació d'imatge (lents d'augment) i una font de llum.
Quan s'observa la pell sense dermatoscopi, sols es visualitza la capa còrnia.
El dermatoscopi permet l'amplificació de la imatge, ja que té incorporada una òptica d'augment i una font de llum. Permet la disminució de la reflexió i de la refracció de la llum per part de l'epidermis, emprant una interfase líquida (dermatocopi d'immersió en oli) o emprant llum polaritzada (dermatoscopi de polarització).
Hi ha tres grups de dispositius:
- Dermatoscopi d'immersió en oli, requereix contacte directe de l'instrument amb la pell, i per disminuir la reflexió o refracció de la llum per part de l'epidermis s'usa una interfase líquida (aigua, oli o alcohol) el que permet veure estructures anatòmiques de l'epidermis o de la dermis papil·lar que no són visibles a simple vista.
- Dermatoscopi de polarització creuada, utilitza llum polaritzada per disminuir la dispersió de la llum superficial i així és possible visualitzar les estructures anatòmiques més profundes sense la necessitat de posar l'instrument en contacte directe amb la pell ni de la interfase líquida.
- Dermatoscopi híbrid, té l'opció d'utilitzar la polarització creuada o la immersió en oli per reduir la dispersió de la llum superficial.